# Decaisnea
Decaisnea és un gènere d'angiospermes de la família de les lardizabalàcies (Lardizabalaceae). Són plantes natives d'Àsia oriental, des de la Xina a Nepal i Myanmar.
Aquest gènere té dues espècies, Decaisnea insignis descrita al Nepal, amb les plantes de la Xina diferenciades com Decaisnea fargesii.
Decaisnea són arbusts caducifolis o arbrets que fan de 5 a 8 m d'alt. El fruit conté llavors gelatinoses comestibles. L'aroma és com de la síndria. La fruita és melosa i gelatinosa.
Decaisnea es cultiva com planta ornamental; suporten temperatures de fins -15 °C (5°F).